# Ophioglossum
Ophioglossum (gr. "llengua de serp") és un gènere de plantes vasculars sense llavors de l'ordre Ophioglossales, amb unes 25-30 espècies de distribució cosmopolita però primordialment tropical i subtropical.
Les espècies d'aquest gènere presents als Països catalans són:
- Ophioglosssum vulgatum
- Ophioglossum lusitanicum

Ophioglossum té, fins ara, el record de cromosomes de tots els éssers vius amb 1.400 cromosomes.
Tanmateix moltes d'aquestes espècies oscil·len entre 240 i 300.